# Sieliszcze (rejon oszmiański)
Sieliszcze – dawny zaścianek. Tereny, na których był położony, leżą obecnie na Białorusi, w obwodzie grodzieńskim, w rejonie oszmiańskim, w sielsowiecie Żuprany.

## Historia
W czasach zaborów wieś w okręgu wiejskim Bierwieniszki,  w gminie Polany, w powiecie oszmiańskim, w guberni wileńskiej Imperium Rosyjskiego. W 1866 roku liczyła 142 mieszkańców w 18 domach. W 1905 roku liczyła 30 mieszkańców, 43 dziesięciny.
W latach 1921–1945 zaścianek leżał w Polsce, w województwie wileńskim, w powiecie oszmiańskim, w gminie Polany.
W 1931 w 7 domach zamieszkiwało 37 osób.
Wierni należeli do parafii rzymskokatolickiej w Żupranach. Miejscowość podlegała pod Sąd Grodzki w Oszmianie i Okręgowy w Wilnie; właściwy urząd pocztowy mieścił się w Żupranach.